# Farol da Ponta Preta
El Farol da Ponta Preta és un far situat a la punta nord-oest de l'illa de Santiago, a la zona central del sud de Cap Verd, a prop de l'àrea de Ponta Preta. És a uns 6 km de la població de Tarrafal. És de difícil accés i s'hi arriba a través de la part del nord-est de Baía Tarrafal. Abans de la dècada del 1980, l'espai que envolta la zona era predominantment rocós i sense arbres; actualment hi ha més vegetació. La llanterna del far presenta una columna blanca amb una forma piramidal. El far, construït el 1889, apareix en un segell de Cap Verd del 2004.